# نادي برق طهران
نادي برق طهران لكرة القدم (بالفارسية: باشگاه فوتبال برق تهران) ، هي نادي رياضي إيراني لكرة القدم، كانت مقرها في ملعب هرندي بالعاصمة الإيرانية طهران ، وحقق النادي صدارة المجموعة الثانية للدوري الإيراني لكرة القدم لموسم 2006-2007 ، وأعلن حل النادي بتاريخ 19 يونيو 2007م.